# Infierno, canto duodécimo

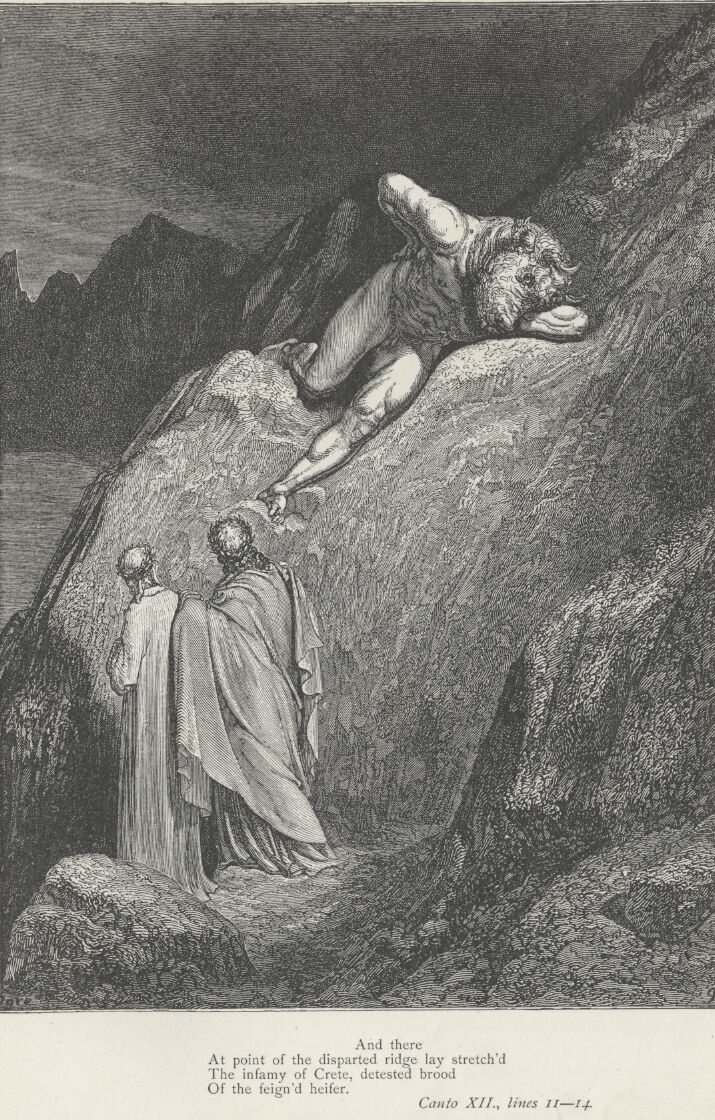
El Minotauro, imaginado por Gustave Doré.

El canto duodécimo del Infierno de Dante Alighieri se sitúa en el primer giro del séptimo círculo, sobre el río Flegetonte, donde son castigados los violentos contra el prójimo. Estamos en el alba del 9 de abril de 1300 (Sábado Santo), o según otros comentadores en el 26 de marzo de 1300.

## Análisis del canto

### La grieta y el Minotauro - versos 1-45
Canto XII, ove tratta del discendimento nel settimo cerchio d'inferno, e de le pene di quelli che fecero forza in persona de' tiranni, e qui tratta di Minotauro e del fiume del sangue, e come per uno centauro furono scorti e guidati sicuri oltre il fiume.

Dante y Virgilio se habían detenido un instante antes de entrar en la fosa del bajo Infierno, el tiempo justo para acostumbrarse al hedor y explicar la estructura del Infierno. Al inicio de este canto ellos retoman el camino y se asoman sobre una grieta, que a Dante recuerda una análoga "ruina" "cuyo flanco de acá de Trento azotó el Adigio, o por terremoto o de base falta". El poeta hace notar que se puede bajar a través de él.
Anticipado por unos versos anteriores ("venimos, montañoso, y por quien allí estaba, era tal, que toda mirada le sería esquiva". v. 3-4), el poeta ahora describe la "infamia de la Isla de Creta" que está sobre la punta del precipicio y que fue concebida de una falsa vaca. Se trata del legendario Minotauro, del cual Dante toma algunos rasgos de la mitología clásica, en particular del Ars amatoria de Ovidio: Pasífae, esposa de Minos, por una maldición de Poseidón se había enamorado de un toro y para ser poseída se hizo construir una yegua de madera en la cual se escondió concibiendo al monstruo Minotauro. Encerrado en el famoso laberinto, fue asesinado por Teseo (Dante lo llama "Duca de Atenas" en cuanto hijo del rey ateniense), con la ayuda de Ariadna.

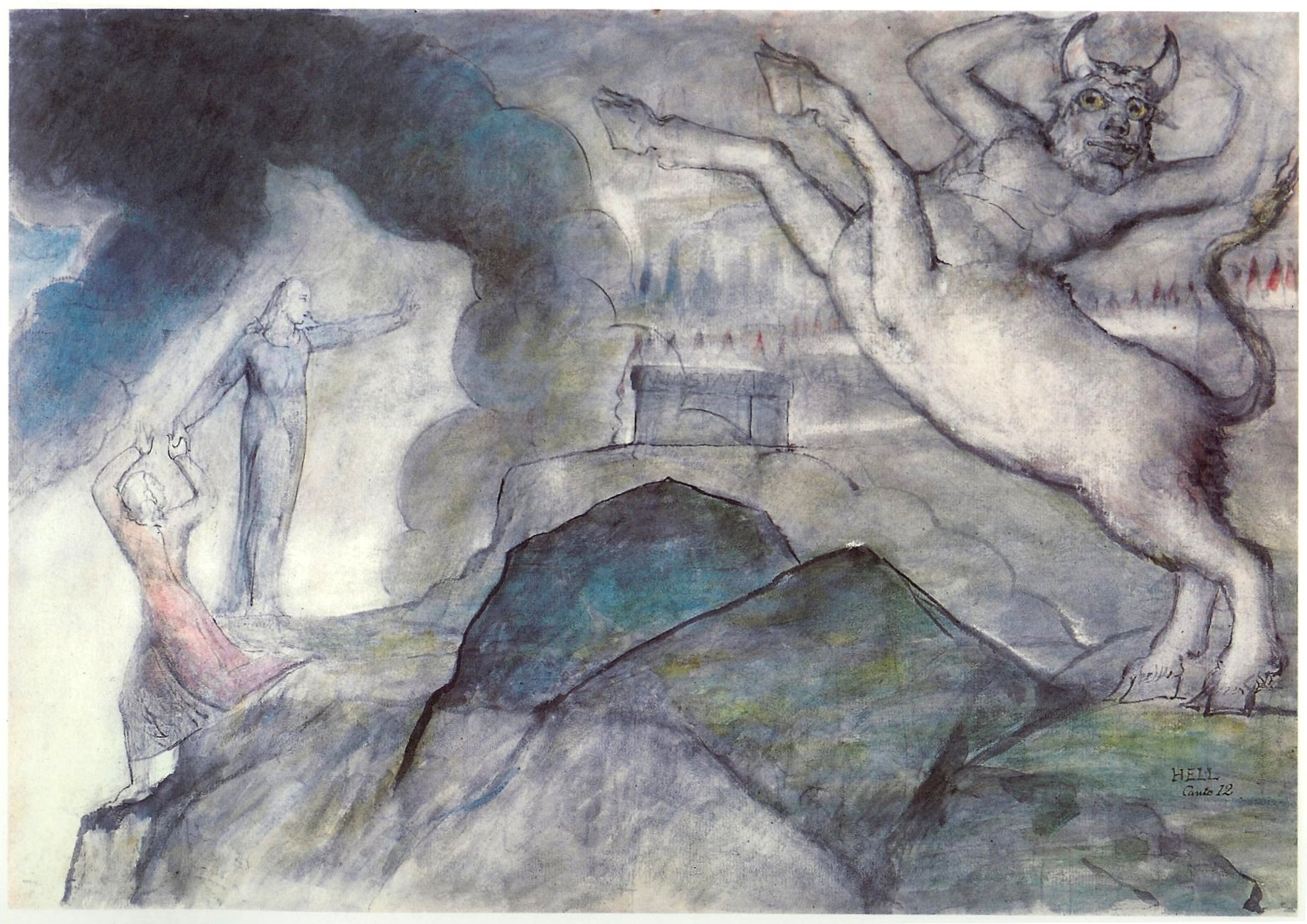
El encuentro con el Minotauro, imaginado por William Blake.

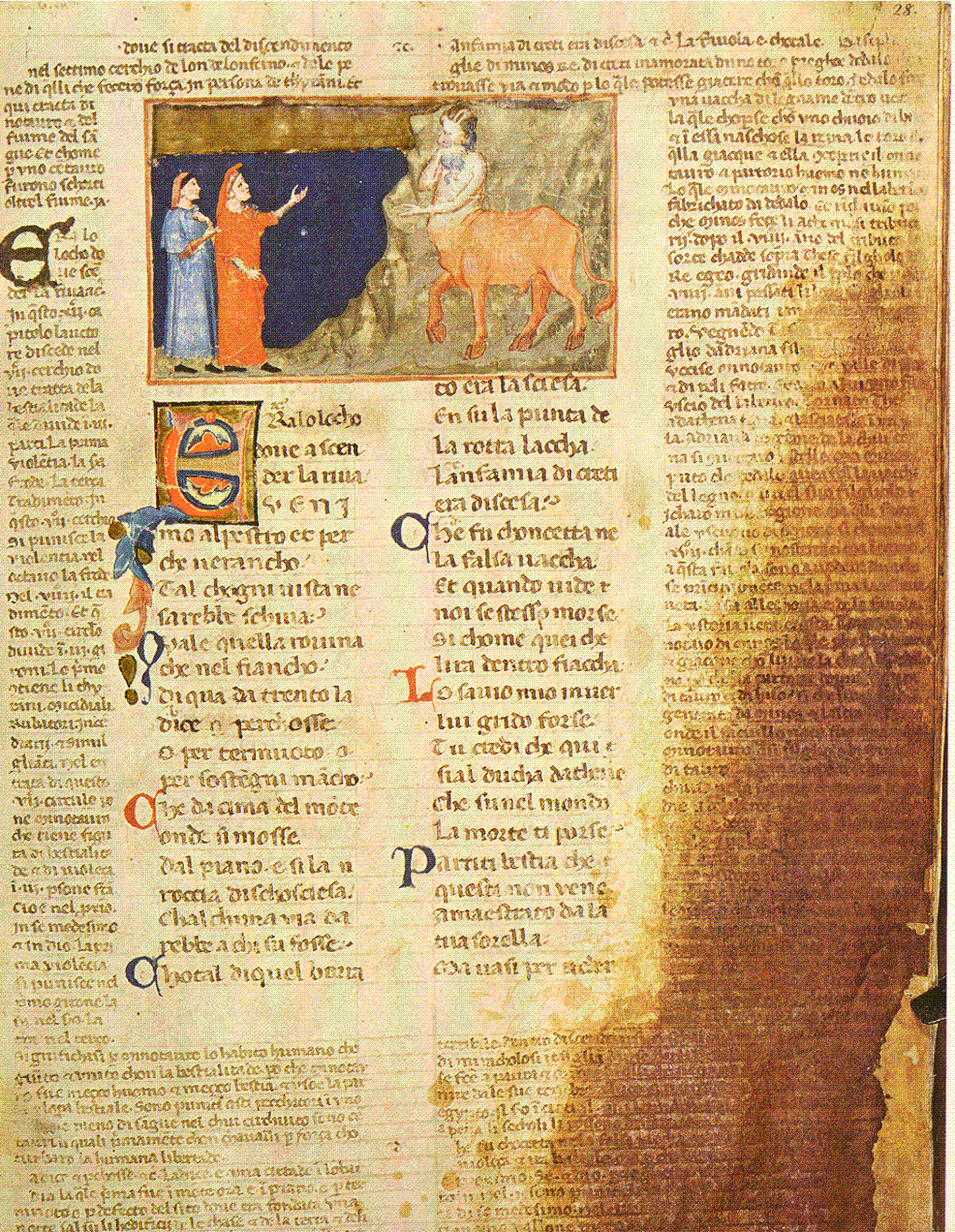
El Minotauro, anónimo florentino de la segunda mitad del.

Aquí el monstruo es descripto como molido por su propia ira, que lo lleva a morderse así como hacían los iracundos en el Estige. Virgilio le habla en tono burlón: "¿Por ventura crees que está aquí el duque de Atenas, que allá en el mundo te dio muerte? Apártate, bestia, que este no viene amaestrado por tu hermana, sino por ver las penas vuestras." (v. 16-21). La bestia se enoja todavía más, pero como los toros que saltan después de haber recibido un golpe mortal, él no puede sino correr de un lado a otro sin ningún sentido, mientras Virgilio sugiere de irse.
Por la flaca descripción dantesca y por la indeterminación de su fuente (Ovidio) se piensa que Dante lo imaginase al contrario de la figura que conocemos, es decir con un cuerpo bovino con una cabeza (o un busto) humano.
El episodio de la bestialidad irracional del Minotauro es totalmente contraria al sucesivo encuentro con los Centauros.
Dante no deja de enfatizar como su pesada figura de hombre vivo sea quien mueva las piedras y guijarros que ruedan hacia abajo. Virgilio entonces cuenta como esta grieta no estuviese cuando él bajó al Infierno por primera vez. Se refiere a lo que contó en el canto IX, cuando describió como la maga Erictón lo obligó a buscar a un alma en el círculo más bajo del Infierno para hacerle llegar una profecía a Pompeyo. El episodio es idea de Lucano, pero la participación de Virgilio es una estrategia puramente de Dante, para explicar el conocimiento del Infierno por parte de Virgilio-guía. Si el viaje imaginario de Virgilio fue en el 48 a. C. él no pudo ver la grieta porque se formó con el terremoto que hizo temblar el infierno después de la muerte de Cristo. Virgilio dice que lo sintió poco antes que "Aquel viniera, que la gran presa arrebató a Dite del círculo superno", es decir que Cristo (nunca nombrado en el Infierno) bajase al Limbo para llevar al cielo de los patriarcas del Antiguo Testamento, y que el temblor le hizo pensar que el amor universal se retransformase en caos, citando las doctrinas filosóficas de Empédocles.

### El Flegetonte y los Centauros - vv. 46 - 99

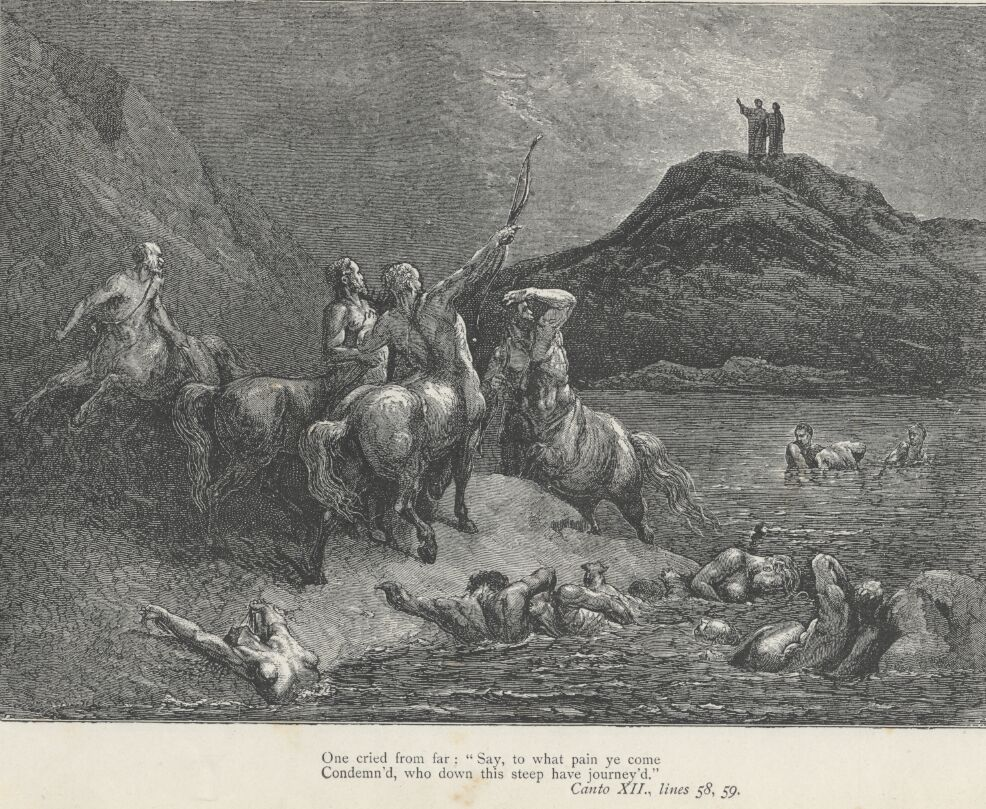
Los centauros descubren a los dos extraños, ilustración de Gustave Doré.

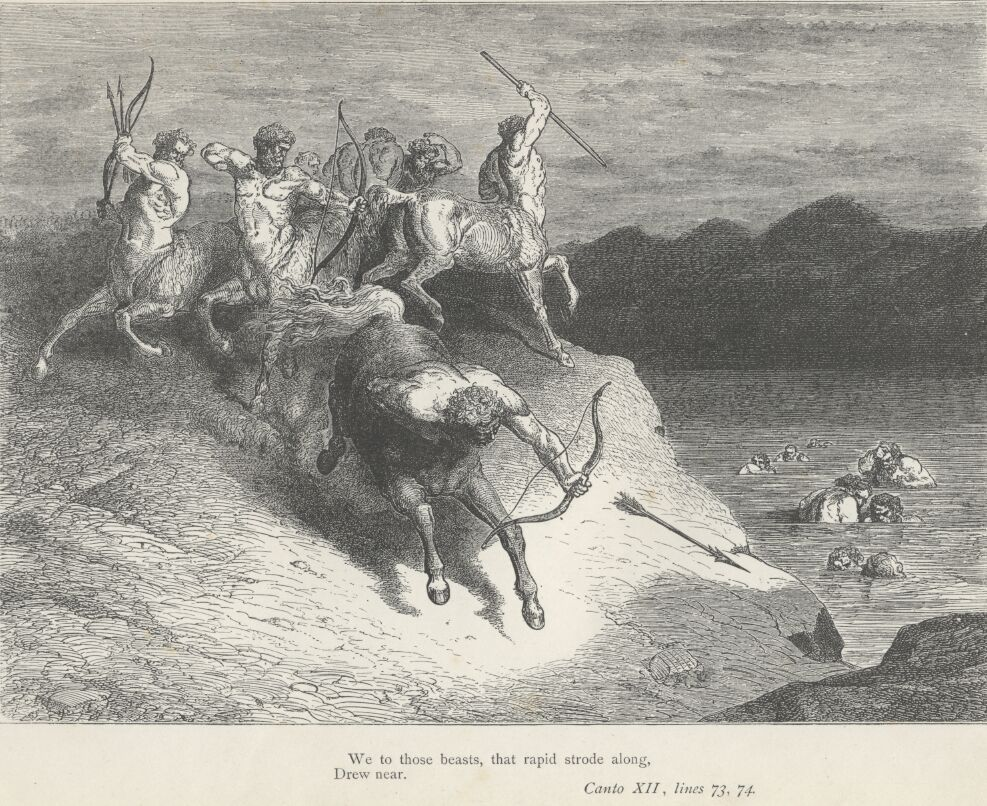
Los centauros que vigilan a los condenados en el Flegetonte, ilustración de Gustave Doré.

Virgilio indica entonces a Dante la "riviera di sangue", donde hierven los violentos contra el prójimo. Dante hace una exclamación de lamento hacia como la ira y la codicia (aquí no entendidas como incontinencia) empujen a actos de violencia que así son castigados para la eternidad. Describe después las fosas del lecho del río que ocupa toda la superficie y que forma un arco, siendo el infierno hecho de círculos concéntricos, y ve entre el final de la grieta y la orilla del río un grupo de centauros armados de flechas, que van a la caza como solían hacerlo en el mundo de los vivos.
Los dos poetas son vistos a su vez por lo centauros, que se acercan a los dos, con los arcos en la mano, y uno de ellos (Neso) les dice desde lejos : "¿A qué martirio venís vosotros, los que bajáis la cuesta? Decidlo ahora, o el arco suelto."
Virgilio responde de inmediato que quiere hablar, pero solo con Quirón, el más sabio de los tres, regañando a  Neso la impulsividad ("funesta fue siempre tu precipitada osadía" v. 66), aludiendo a su enamoramiento con súbita violencia de Deyanira, esposa de Hércules, y a su intento de secuestrarla por el cual fue asesinado por el esposo con una flecha envenenada.
Mientras los dos poetas se acercan a ellos, Virgilio explica a Dante quienes son los tres centauros que se separaron del grupo: Neso, que murió por Deyanira pero se vengó solo (engañó a Deyanira diciéndole que crease una túnica con su piel envenenada y que se la diera a Hércules que lo había asesinado con flechas envenenadas, siendo así muerto por el veneno). Quirón, que crio a Aquiles, y Folo, que estuvo tan lleno de ira (se emborrachó en la boda entre Hipodamía y Pirítoo intentando raptar a la esposa y a las otras mujeres de los Lápitos). Ellos, continua Virgilio, corren alrededor de la fosa del río y golpean a cualquier alma que salga de la sangre en mayor grado de los que es su culpa (los distintos niveles de inmersión según la culpa serán explicados más adelante).
En tanto los dos poetas están delante a esas bestias y Quirón antes de hablar con la contera de una flecha echó sus barbas hacia atrás: un particular de gran realismo que anima la poesía. Entonces habla Quirón y dice a sus compañeros de notar que Dante está vivo porque mueve lo que pisa. Virgilio, que ya estaba delante al centauro, cerca de donde la naturaleza humana y bestial se unen (al vientre), explica como Dante esté vivo y él le debe mostrar "el valle oscuro" por necesidad, no por placer: "Tal" (aquí está por Beatriz) le encargó de acompañarlo, y dice que ninguno de los dos es un condenado del círculo en el que se encuentran. Pero en nombre de aquella divinidad que le hizo iniciar este viaje, Virgilio pide a Quirón de concederles uno de estos centauros que están cerca, para que lleve a Dante en su cuerpo y le haga ver el río, ya que él no es un espíritu que pueda volar. La preocupación de Virgilio está en la necesidad de atravesar la sangre hirviente sin que Dante sea castigado, ya que esta vez no hay un barquero como en el Aqueronte y en el Estige.
Quirón acepta y le asigna a Neso, que acepta de buena gana su tarea. La obedicencia y la grandeza de los centauros (que en Dante varias veces es sinónimo de grandeza moral) es opuesta a la ciega bestialidad del Minotauro encontrado precedentemente.

### Los violentos contra el prójimo - vv. 100-139

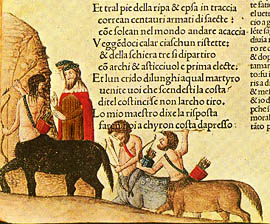
Los centauros, anónimo septentrional del.

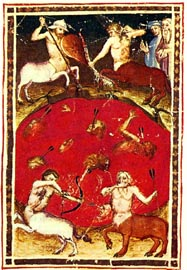
El Flegetonte, anónimo florentino de la Biblioteca Vaticana (1390-1400).

Entonces Neso hace de guía a los dos peregrinos que inician a atravesar el río de sangre hirviente.
El gran centauro inicia a ilustrar a las almas que están inmersas hasta los ojos: son los tiranos que fueron violentos contra las personas y contra los bienes de las personas (la distinción entre los dos modos de violencia al prójimo es la base del castigo). Aquí el centauro indica a Alejandro y a Dionisio, tirano de Siracusa, que dio dolorosos años a Sicilia. Sobre quien sea el tirano Alejandro hay dudas: se piensa generalmente a Alejandro de Feres en Tesalia, citado junto a Dionisio también en el Livre du Tresor de Brunetto Latini. Pero otros pensaron también en Alejandro Magno, si bien Dante hable honradamente de él en el Convivio y en el De Monarchia, por lo tanto más improbable.
Sucesivamente Neso indica un alma con cabellos negros, Ezzelino III de Romano, y una con cabellos rubios, Obizzo II de Este, el cual fue asesinado por el hijastro: aquí Dante parece querer hacer una revelación definitiva sobre las voces de la época ya inciertas.
Llegan después a aquellos inmersos hasta el cuello en el hervidero, es decir en la fuente caliente (más adelante este término será usado como nombre propio de una fuente cercana a Viterbo). Aquí Neso muestra una sombra sola en un borde, aquel que cortó en el regazo de Dios el corazón que aún se honra (¿por qué no vengado? ¿o por veneración?) sobre el Támesis. Esta compleja perífrasis indica a Guido de Montfort: en el 1272 para vengar al padre que fue asesinado por el Rey de Inglaterra (Enrique III), asesinó con crueldad durante una misa en Viterbio al primo del Rey, el mítico Enrique de Almain, en presencia de Felipe III de Francia y de Carlos de Anjou. El delito quedó impune (quizás por la complicidad de los Anjou), y dio mucho escándalo. Giovanni Villani recordaba como el corazón de Enrique fue después llevado en Inglaterra y colocado en una urna de oro sobre una columna del Puente de Londres.
Sucesivamente Dante ve otros que tienen fuera el busto y otros que tienen inmersos solo los pies: como fue explicado por Virgilio en el anterior canto, ellos son los criminales y los violentos menos graves. No están castigados aquí los ladrones, que roban con el fraude y no con la violencia: a ellos está dedicada una malebolgia.
Neso explica después como en aquel punto la profundidad del río desciende, del otro lado después se vuelve profunda gradualmente, hasta llegar a donde están inmersos otros tiranos. Ahí se encuentran Atila, Pirro (probablemente Pirro Neoptólemo y no Pirro rey de Epiro, alabado en el De Monarchia), y Sexto, probablemente Sexto Pompeyo.
Además nombra dos predones que "en los caminos hicieron tanta guerra": Rinieri de Corneto y Rinieri de' Pazzi. En tanto Neso ya terminó el cruce: sin decir como baja Dante de él, se gira y pasa de nuevo el vado en la dirección opuesta.

## El contrapaso
El contrapaso es claro sobre los asesinos y se extiende por analogía a todos los otros pecadores castigados: ellos que desearon la sangre de los otros, ahora yacen inmersos en ella.